# Hamngatan, Stockholm
| Hamngatan österut vid "Hamngatsbacken" en vinterdag 1955 och samma ställe en vinterdag 2010, "Hamngatsbacken" grävdes bort 1967–1968. Till vänster syns Hästskopalatset och NK, den enda bebyggelsen i den forna backen som överlevde Norrmalmsregleringen. |  | Hamngatan österut vid "Hamngatsbacken" en vinterdag 1955 och samma ställe en vinterdag 2010, "Hamngatsbacken" grävdes bort 1967–1968. Till vänster syns Hästskopalatset och NK, den enda bebyggelsen i den forna backen som överlevde Norrmalmsregleringen. |
| Hamngatan österut vid "Hamngatsbacken" en vinterdag 1955 och samma ställe en vinterdag 2010, "Hamngatsbacken" grävdes bort 1967–1968. Till vänster syns Hästskopalatset och NK, den enda bebyggelsen i den forna backen som överlevde Norrmalmsregleringen. |  | |

Hamngatan är en gata i centrala Stockholm som börjar vid Nybroplan i öst och slutar vid Sergels torg i väst. Gatan fick sitt nuvarande namn 1857. I samband med breddningen av Hamngatan revs samtliga byggnader längs södra sidan i den så kallade "Hamngatsbacken" under 1960-talet.
Vid Hamngatan ligger bland annat shoppingstråket RH (Regeringsgatan–Hamngatan), varuhuset NK (Nordiska Kompaniet), Gallerian, Sverigehuset, Kungsträdgården och Norrmalmstorg.

## Historik

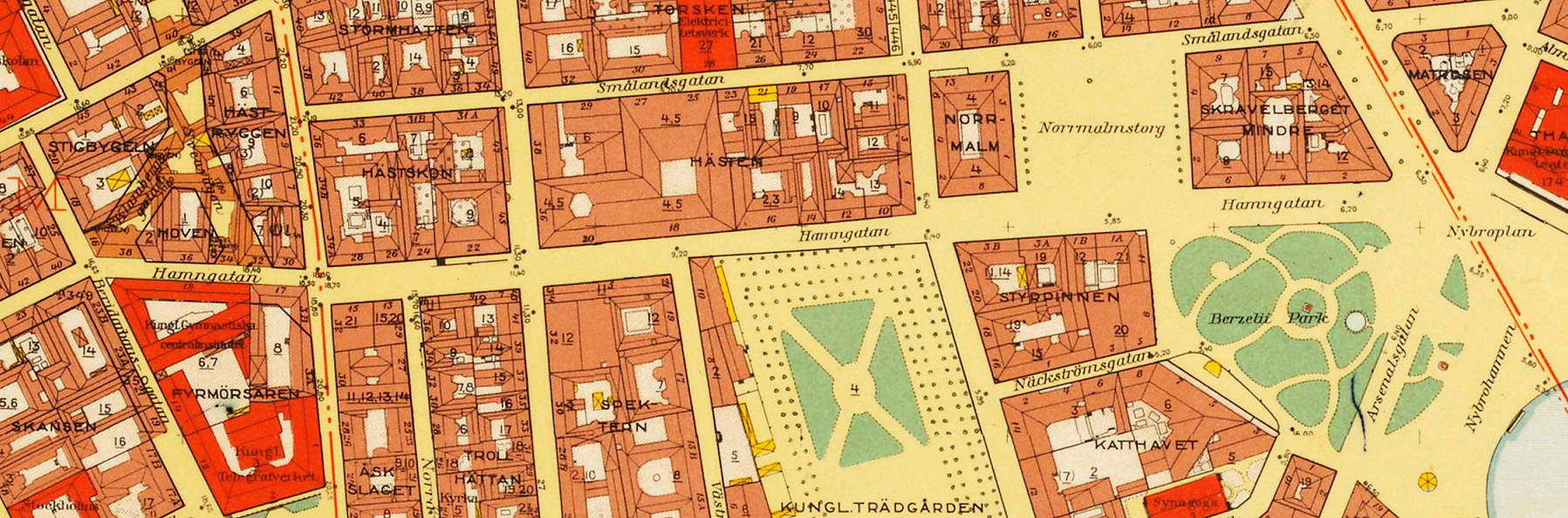
Hamngatan på Stockholms stadsingenjörskontors karta från 1938.

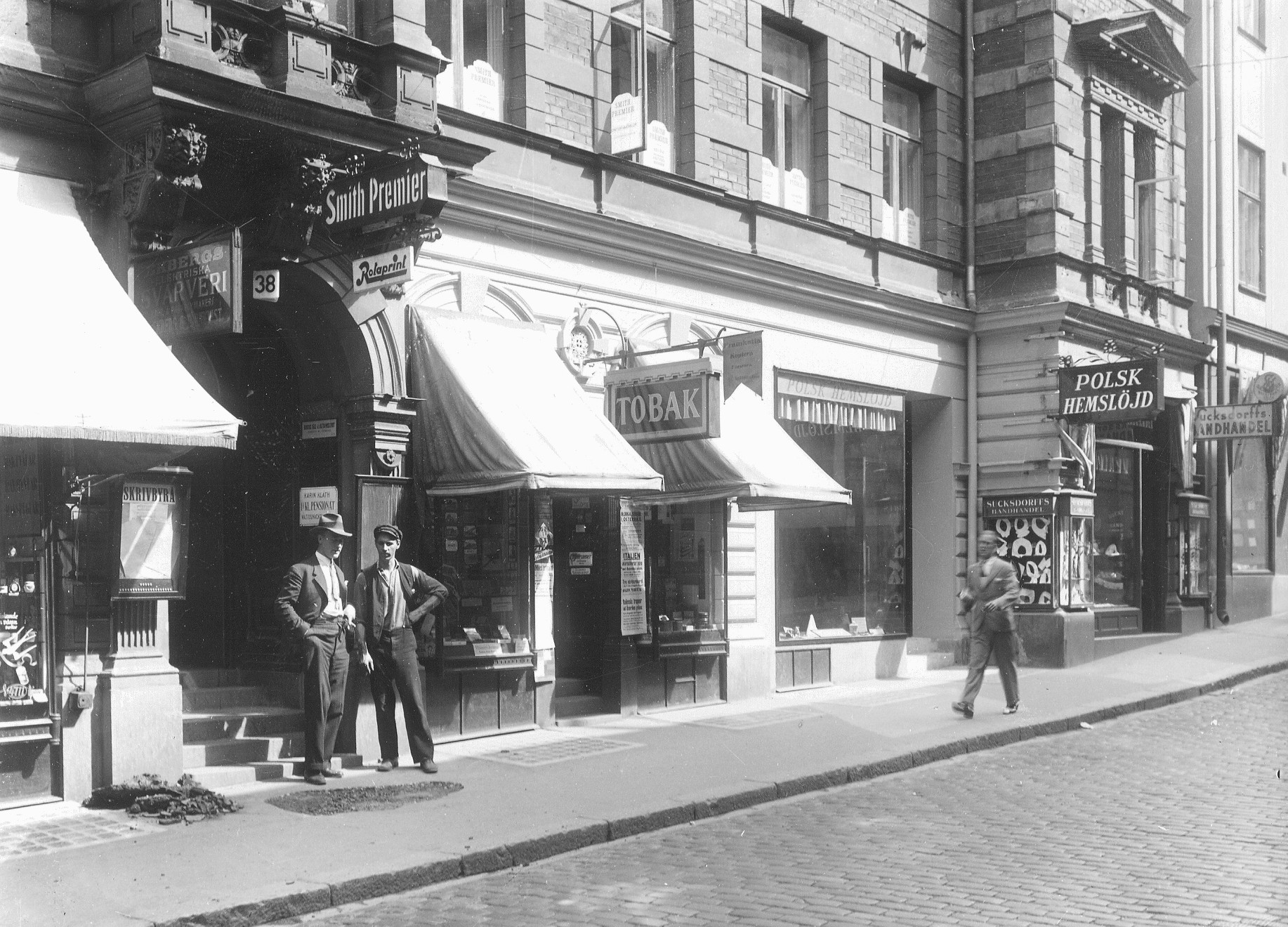
Hamngatan 38, kvarteret Hoven 1930-tal. Huset revs 1954 i samband med Norrmalmsregleringen.

Hamngatan öster om Regeringsgatan  benämndes tidigare Enkehusgränden på delen fram till Norrlandsgatan,  där den bytte namn till Hamngatan. Enkehusgränden hade sitt namn av Borgerskapets änkehus som låg i det gamla Sparreska palatset på den tomt där varuhuset NK byggdes 1915, innan dess hade änkehuset byggts om till varietélokalen Sveasalen.  Hamngatan (1645 Hampnegathon, 1664 Hampngatun, 1733 Hamngatan, 1847 Enkehusgränd eller Hamngatan) ledde ned till Packare Torgs Wiken (1814), som idag är Berzelii park. 
Hamngatan var då en verklig hamngata med bryggor för den del av Nybroviken som befann sig innanför, den med genomseglingsklaff försedda, Ladugårds Lands Bron som förde över Nybroviken. Viken sträckte sig från denna bro in på det forna Packar- eller Fisktorget, nuvarande Norrmalmstorg, där all salt fisk skulle packas om. Med tiden slammade viken igen och det träskområde som uppstod fick namnet Katthavet. På 1850-talet fylldes träsket igen och Berzelii park anlades, där en staty av Jöns Jacob Berzelius restes.
Väster om Regeringsgatan fortsatte gatan i en backe över Brunkebergsåsen, där den 1847 kallades Styckgjutarebacken, namnet kom från ett kanongjuteri som fanns i kvarteret Fyrmörsaren, ungefär där Riksbankshuset ligger idag. Backen kallades allmänt för Hamngatsbacken och den kunde vara besvärlig att ta sig uppför vintertid i snö och slask. Mittemot Fyrmörsaren låg kvarteret Hoven, egentligen en del av kvarteret Gropen med husnummer 30–38. Här övergick Hamngatan i Klarabergsgatan och härifrån planerades redan på 1920-talet en anslutning till Sveavägen men det skulle dröja till 1960-talet innan den kopplingen kunde invigas.

## Nutid
Hamngatans västliga del, mellan Kungsträdgården och Sergels torg, förändrades kraftigt under 1960-talet i samband med Norrmalmsregleringen. Då försvann den ur trafiksynpunkt besvärliga Hamngatsbacken upp till Malmskillnadsgatan. Gatan breddades och en del värdefulla byggnader revs, bland annat de Sagerska husen, Sidenhuset och Blancheteatern. Malmskillnadsgatan går sedan dess via en bro över Hamngatan. Senare, under åren 2017-2018, har vissa av de under 1960-talet uppförda husen även rivits för att ersättas av nyare. Det gäller en del av Gallerian i hörnet av Regeringsgatan samt det så kallade H-huset inom kvarteret Hästskon.

## Spårväg
På delen mellan Nybroplan och Kungsträdgårdsgatan gick spårvagnar mellan åren 1877 och 1967. När Djurgårdslinjen öppnades sommaren 1991 återkom spårvagnstrafik på sträckan från Nybroplan fram till en vändslinga vid Norrmalmstorg. Denna trafik utfördes med veteranvagnar, var av museal karaktär och utfördes inte under vintern.
Under år 2010 anlades nya spår i hela Hamngatan fram till Sergels torg, med en provisorisk ändhållplats utanför Gallerian. Detta som en första etapp i projektet Spårväg City. Trafiken på linje 7 invigdes av finansborgarrådet Sten Nordin och trafiklandstingsrådet  Christer G Wennerholm den 21 augusti 2010. Dagen efter startades den reguljära trafiken mellan Sergels torg och Waldemarsudde. Därmed gick det åter spårvagnar i reguljär trafik på Hamngatan efter ett uppehåll sedan Högertrafikomläggningen i september 1967.
Redan år 2015 stängdes spårvagnstrafiken av igen på västra delen av Hamngatan, och Kungsträdgården blev provisorisk ändhållplats. Anledningen var att renovera gatustråket Klarabergsgatan - Sergels torg - Hamngatan.  Arbetet skedde i etapper med start mellan Drottninggatan och Sergelgatan och samordnades med utbyggnaden av Spårväg City. Efter slutfört arbete återupptogs trafiken med spårvagnar i Hamngatans hela sträckning den 3 september 2018.

## Bilder, Hamngatan genom tiden

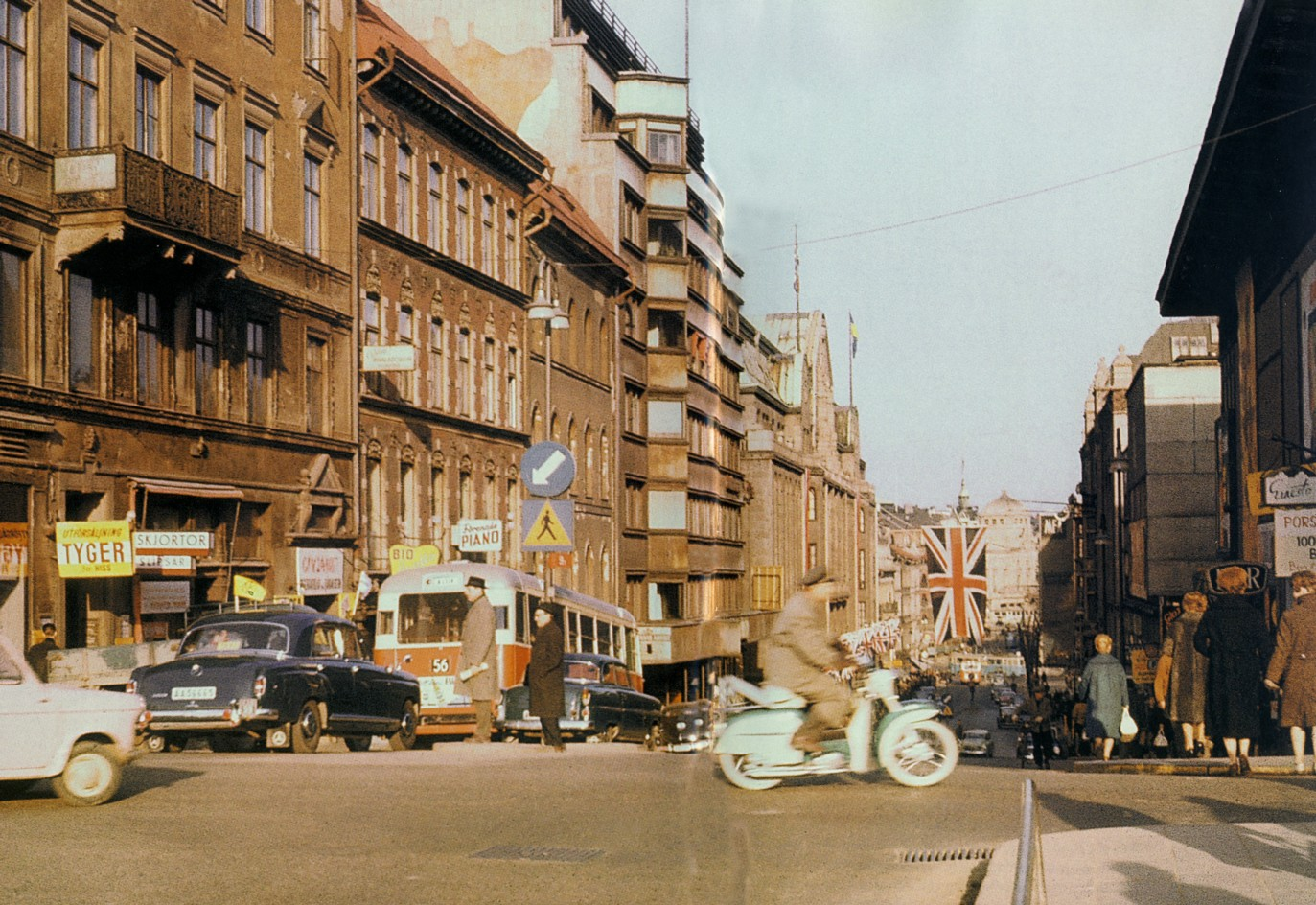
Hamngatan österut 1956.
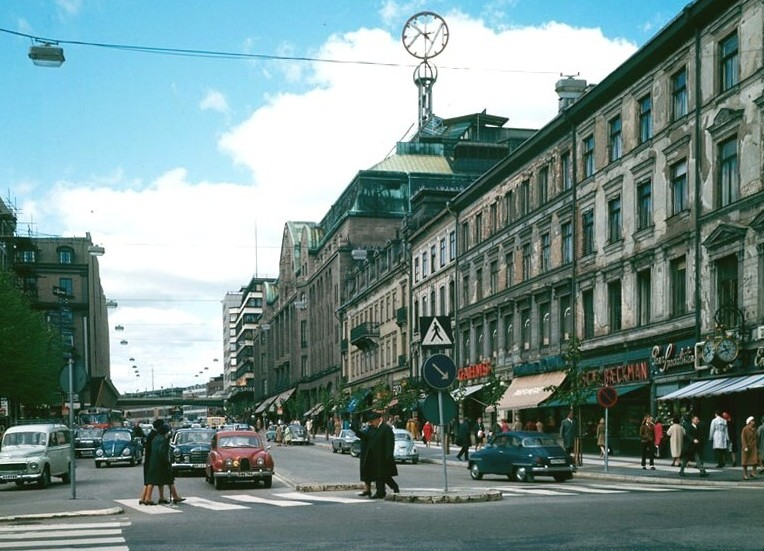
Hamngatan västerut 1968.
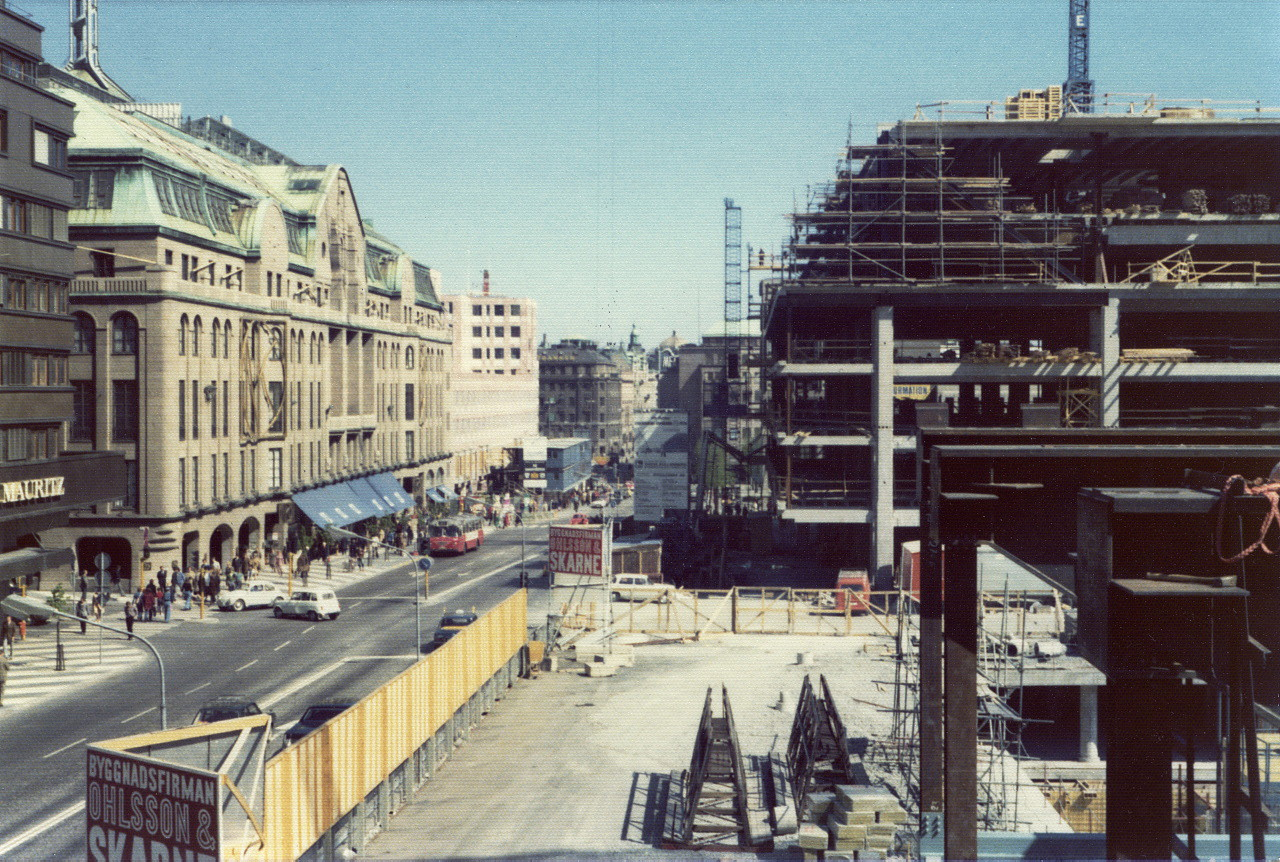
Hamngatan österut, maj 1974.
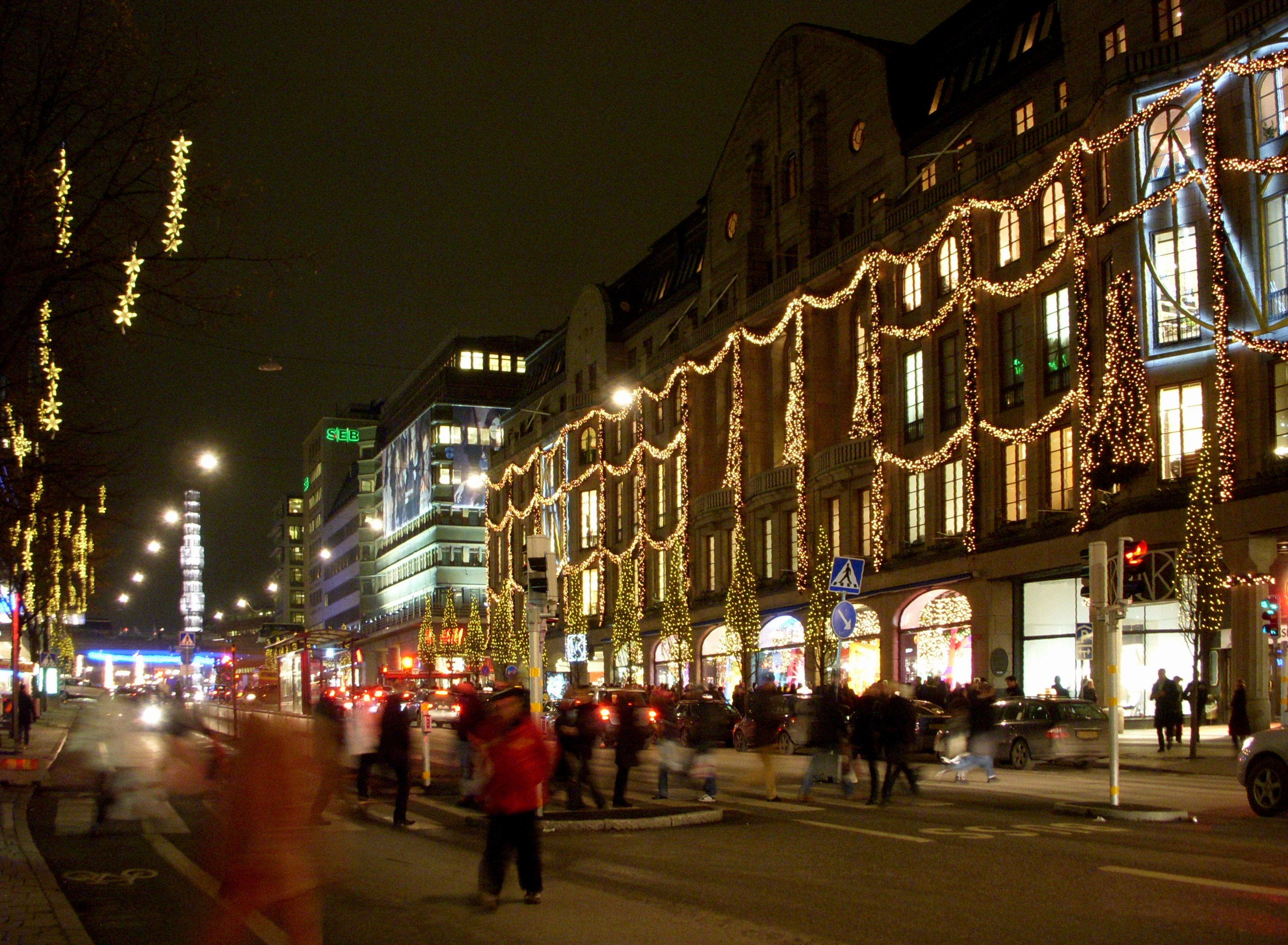
Hamngatan i julbelysning 2008.
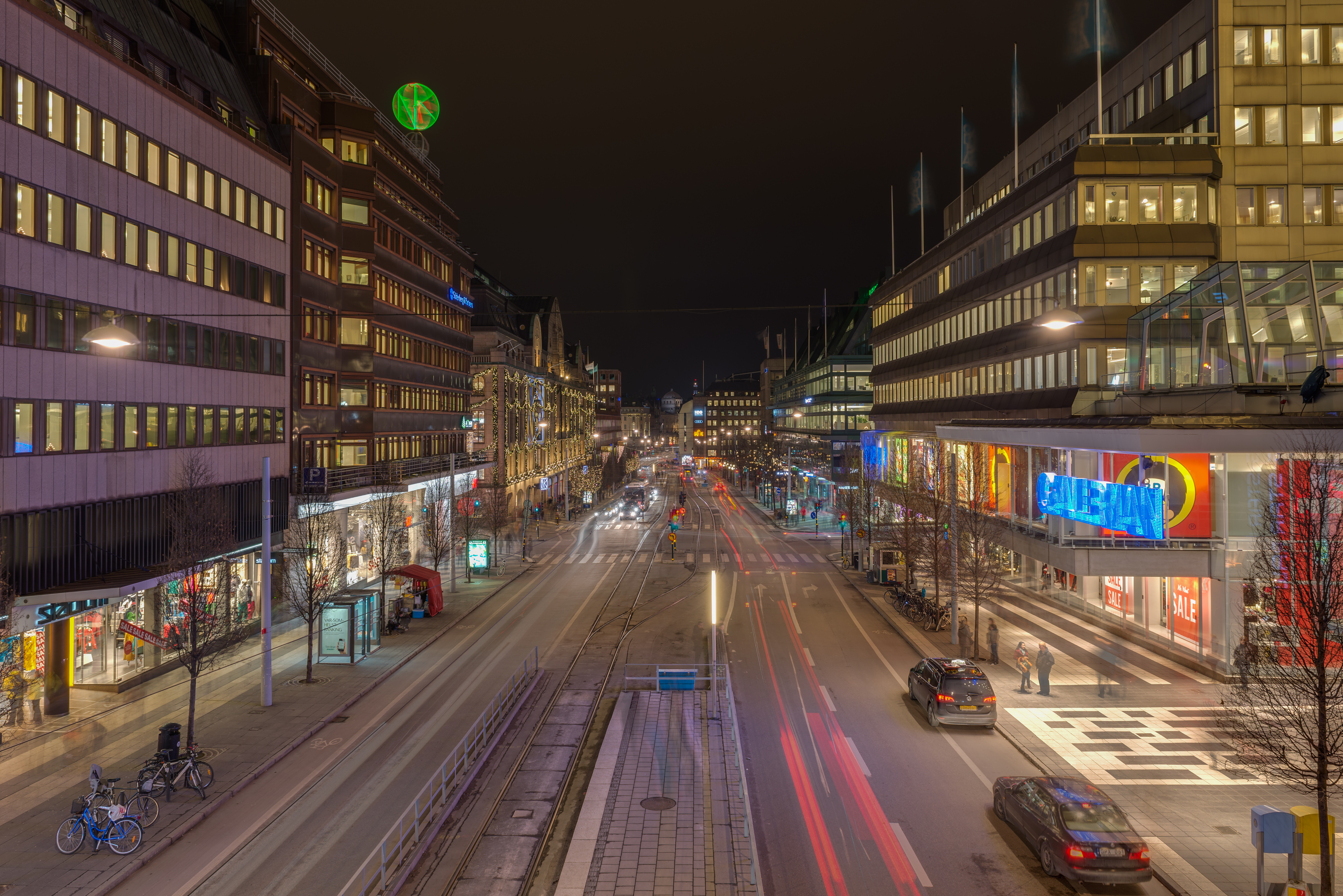
Hamngatan österut 2014.

## Byggnader och platser i urval
I byggnadernas husnummer-ordning:
| Bild | Artikelnamn         | Hamngatan nr | Typ                    | Kort beskrivning |
| ---- | ------------------- | ------------ | ---------------------- | --- |
|      | Hallwylska palatset | 4            | Palats                 | Palatset uppfördes åren 1893-98 som stockholmsbostad åt greveparet Walther och Wilhelmina von Hallwyl, efter ritningar av arkitekten Isak Gustaf Clason. I byggnaden finns även Hallwylska museet. |
|      | Citypalatset        | 8            | Kontors- och affärshus | Citypalatset, tidigare Sydbankshuset, uppfördes av Kreuger & Toll mellan åren 1930-32 efter Ivar Tengboms ritningar i en strikt funktionalistik arkitektur. Beställare var bankmannen och tidningsägaren Torsten Kreuger. |
|      | Chinateatern        | 11           | Biograf och Teater     | Chinateatern tillkom på Charles Magnussons initiativ. Den ritades av arkitekten Albin Stark som hade låtit sig inspireras under ett besök i Kina. Teatern invigdes - som biograf - den 19 oktober 1928. Här har spelats revy, musikaler, komedier, skolteater och även Dramaten har använt sig av teatern.                                                                        |
|      | PK-huset            | 10–14        | Kontors- och affärshus | Byggnaden uppfördes ursprungligen som huvudkontor för Sveriges Kreditbank (vilken 1974 fusionerade som Post- och Kreditbanken, därav namnet) på den plats där Sagerska husen fanns fram till år 1970, arkitekt var Backström & Reinius. |
|      | MEA-huset           | 15           | Kontors- och affärshus | Fram till 1980-talet huserade här klädvaruhuset Militärekiperings AB (MEA). Bolaget hade bildats 1883 av Sven Palme i syfte att förse militärer med billigare uniformer, men sortimentet kom snart att utökas. Huset var ett i raden av tre som Wilhelm Davidson låtit resa och som ritats Oskar Erikson (1878-1881) i syfte att skapa ett enhetligt fondparti mot Norrmalmstorg. |
|      | Åtvidabergshuset    | 17           | Kontors- och affärshus | Åtvidabergs Industrier och Skånska banken stod som gemensamma byggherrar då man lät riva det Davidsonska palatset på tomten. Åren 1943-45 uppfördes kontorshus enligt Ivar Tengboms ritningar. Hörnet mot Kungsträdgårdsgatan pryddes med en skulpturrelief av Ivar Johnsson. |
|      | NK Stockholm        | 18–20        | Varuhus                | NK öppnade den 22 september 1915 på platsen för det gamla Sparreska palatset. Varuhusdirektören var Joseph Sachs, och arkitekt var Ferdinand Boberg. Den 10 september 2003 blev Sveriges dåvarande utrikesminister Anna Lindh mördad på NK. |
|      | Sverigehuset        | 25           | Kontors- och affärshus | Huset projekterades och byggdes åren 1961-69, efter arkitekt Sven Markelius ritningar och var Markelius sista uppdrag. Här finns bland annat turistbyrån för Stockholm. Sverigehuset är byggt på den plats där Blancheteatern en gång låg. |
|      | Sparbankshuset      | 29–33        | Kontors- och affärshus | Huset uppfördes för Stockholms stads sparbank (som brukade det för sitt huvudkontor) på den plats där Sidenhuset fanns fram till 1969. Under åren 1973-1975 byggdes detta stora kontorskomplex efter ritningar av arkitekt Carl Nyrén. |
|      | Hästskopalatset     | 22           | Kontors- och affärshus | Hästskopalatset är en kombinerad handels- och kontorsfastighet i kvarteret Hästskon. Byggnaden uppfördes 1935 efter ritningar av arkitekt Allan Christensen och är tillsammans med varuhuset NK den enda bebyggelsen i den forna "Hamngatsbacken" som överlevde Norrmalmsregleringen.                                                                                             |
|      | Hästskon 12         | 24           | Kontors- och affärshus | Hästskon 12 är en fastighet i kvarteret Hästskon belägen i korsningen Sveavägen/Hamngatan vid Sergels torg. Byggnaden uppfördes efter ritningar av arkitekt Kjell Ödeen 1962-70. Komplexet består av tre sammanbyggda huskroppar, kallade S-huset, M-huset och H-hus, efter deras lägen mot Sveavägen, Malmskillnadsgatan och Hamngatan.                                          |
|      | Gallerian           | 35–37        | Köpcentrum             | Redan 1929 föreslog stockholmsarkitekten Tage William-Olsson att det skulle byggas en övertäckt butiksgata efter italiensk förebild i samma läge som dagens Gallerian. Byggnaden invigdes i två etappaer 1976 och 1977 arkitekt var bland annat Malmquist & Skoogh. Gallerian är belägen där Norra Smedjegatan en gång låg, på platsen för tidigare Sidenhuset.                   |